# 안드레아스 바더
베른트 안드레아스 바더(독일어: Berndt Andreas Baader, 1943년 5월 6일 ~ 1977년 10월 18일)는 서독의 공산주의자, 테러리스트이다. 언론인 출신인 울리케 마인호프와 함께 극좌적 테러 조직인 독일 적군파를 창설했으며, 서독 내에서 자행된 극좌적 테러 활동을 이끌었다.
1972년 5월에 적군파를 이끌고 5월 공세를 일으켜 테러 활동을 자행하다가 프랑크푸르트에서 총격전 끝에 체포되었고, 1977년 슈탐하임 재판에서 종신형이 선고되었다. 같은 해 10월 수감 중인 감방에 밀반입한 권총으로 자살했다.